# Paycheck (EP)
| Recensione | Giudizio |
| ---------- | -------- |
| InterMedia | 7,5/10   |

Paycheck è il terzo EP del gruppo musicale ucraino Pošlaja Molli, pubblicato il 18 febbraio 2020 dalla Warner Russia.

## Promozione
Sia Miška, in collaborazione con Katerina delle Serebro, sia Ty razbila papnu mašinu sono state accompagnate dal proprio video musicale, uscito rispettivamente il 20 dicembre 2019 e il 15 maggio successivo.
Con il fine di promuovere il progetto, il gruppo ha dato al via ad una tournée autunnale nel corso del 2020.

## Tracce
Testi e musiche di Kyrylo "Bljednyj" Tymošenko.
1. Samyj lučšij ėmo pank – 3:28
2. Bespečnyj rycar' t'my – 3:53
3. Strip klab – 2:25
4. Kleopatri – 3:05
5. Miška (feat. Katerina) – 2:38
6. Ty razbila papnu mašinu – 3:32

## Classifiche
| Classifica (2020) | Posizione massima |
| ----------------- | ----------------- |
| Estonia           | 40                |